# West Coast Airlines
West Coast Airlines (с англ. — «Авиалинии западного побережья») или WCA — упразднённая американская региональная авиакомпания, существовавшая с 1941 по 1968 год. Работала на тихоокеанском северо-западе, связывая небольшие города с более крупными в штатах Айдахо, Вашингтон, Калифорния, Монтана, Орегон, Юта, а также с канадской провинцией Альберта.

## История
West Coast была образована 14 марта 1941 года в Сиэтле (штат Вашингтон) и базировалась на аэродроме компании Boeing. В 1946 году Совет по гражданской авиации (CAB) выдал WCA сертификат регионального авиаперевозчика, после чего 22 мая того же года авиакомпания стала выполнять пассажирские рейсы по маршруту «Сиэтл—Портленд». В воздушном парке при этом использовались Douglas DC-3, которых после окончания военных событий возник значительный излишек, а потому они стоили достаточно дёшево.
В августе 1951 года CAB предложил проект слияния West Coast Airlines с небольшой авиакомпанией Empire Air Lines из Бойсе (штат Айдахо), которая в 1946 году получила сертификату местного авиаперевозчика; в сентябре 1952 года это слияние было завершено. Образованная авиакомпания получила название West Coast Empire Airlines, а её сеть маршрутов простиралась от западного побережья штатов Вашингтон и Орегон через Айдахо, Монтану и Юту до Джексона в штате Вайоминг. Со временем «Empire» из названия было убрано.
По данным на 1953 год авиалайнеры компании совершали полёты в 32 пункта назначения, но проблема заключалась в том, что многие аэродромы располагались в горных районах, то есть на больших высотах относительно уровня моря, а их ВПП имели небольшую длину. Это потребовало искать замену устаревшим DC-3. В результате WCA заказала турбовинтовые Fairchild F-27 (американская лицензионная копия Fokker F27 Friendship), которые стали выполнять полёты в сентябре 1958 года; West Coast стала первым оператором этих самолётов. Кроме турбовинтовых, авиакомпания заказала и турбореактивные Douglas DC-9-14, первый из которых поступил 16 сентября 1966 года. Данные лайнеры эксплуатировались в компоновке салона на 75 мест, а сеть полётов расширилась уже до Сан-Франциско (Калифорния).
В 1968 году был сделан предварительный заказ на три региональных самолёта Fairchild 228, который тогда только проектировался, а в его постройке планировалось использовать узлы голландского Fokker F28 Fellowship. Однако модель 228 так и не была запущена в серийное производство. Кроме средних авиалайнеров, WCA использовала и малые — Piper Aztec, которого в 1966 сменил Piper Navajo.
Из-за высокой конкуренции на калифорнийских воздушных маршрутах, особенно со стороны Pacific Southwest Airlines и United Air Lines, региональная авиакомпания Pacific Air Lines с середины 1967 года, с одобрения CAB, начала вести переговоры с авиакомпаниями West Coast Airlines и Bonanza Air Lines о слиянии. 17 апреля 1968 года это соглашение было заключено, а 1 июля того же года был завершён процесс объединения в авиакомпанию Air West, которая в 1970 году, в связи с приобретением её Говардом Хьюзом, сменила название на Hughes Air West. Из флота WCA в состав новой компании перешли Fairchild F-27, Douglas DC-9 и Piper Navajo. Douglas DC-3 были списаны; также недолго эксплуатировался и Piper Navajo.

## Флот
- Douglas DC-3 — 13 самолётов
- Douglas DC-9-14 — 4 самолёта
- Fairchild F-27 — 14 самолётов
- Piper Aztec
- Piper PA-31 Navajo

## Происшествия
- 9 ноября 1951 года — Douglas DC-3C (номер не установлен) с 21 пассажиром и 3 членами экипажа на борту заходил на посадку в Юджине, когда он нагнал и врезался в Fairchild PT-23[англ.]. Оба самолёта получили некритические повреждения и сумели благополучно приземлиться. Никто при этом не погиб[2].
- 17 января 1963 года — Fairchild F-27 борт N2703 (заводской номер — 6) выполнял учебный полёт близ Солт-Лейк-Сити, когда при выполнении учебного захода на посадку упал в Большое Солёное озеро. Погибли все находившиеся на борту 3 члена экипажа[3].
- 24 августа 1963 года — Fairchild F-27 борт N2707 (заводской номер — 32) выполнял пассажирский рейс 794 из Спокана в Калгари (Канада), когда при заходе на посадку из-за невнимательности экипажа врезался в землю в полутора милях (2,4 км) от полосы. Из находившихся на борту 13 пассажиров и 3 членов экипажа никто не погиб[4].
- 1 октября 1966 года — Douglas DC-9-14 борт N9101 (заводской номер — 45794, серийный — 52) выполнял пассажирский рейс 956 из Юджина в Портленд, когда при подходе к аэропорту снизился ниже указанной высоты и врезался в гору. Погибли все находившиеся на борту 13 пассажиров и 5 членов экипажа — крупнейшая авиакатастрофа в истории Орегона (на 2020 год)[5].
- 10 марта 1967 года — Fairchild F-27 борт N2712 (заводской номер — 73) выполнял транспортный рейс из Кламат-Фолса в Медфорд, однако после взлёта не сумел набрать необходимую высоту и в 4 милях от аэродрома врезался в гору. Погибли все находившиеся на борту 1 пассажир и 3 члена экипажа. Причиной происшествия было названо обледенение крыла (перед взлётом самолёт 11 минут находился под сильным снегопадом), что и ухудшило его аэродинамические характеристики[6].